# Strengelbach
Strengelbach es una comuna suiza del cantón de Argovia, ubicada en el distrito de Zofingen. Limita al norte con la comuna de Rothrist, al noreste con Oftringen, al este con Zofingen, al sur con Brittnau, y al oeste con Vordemwald.

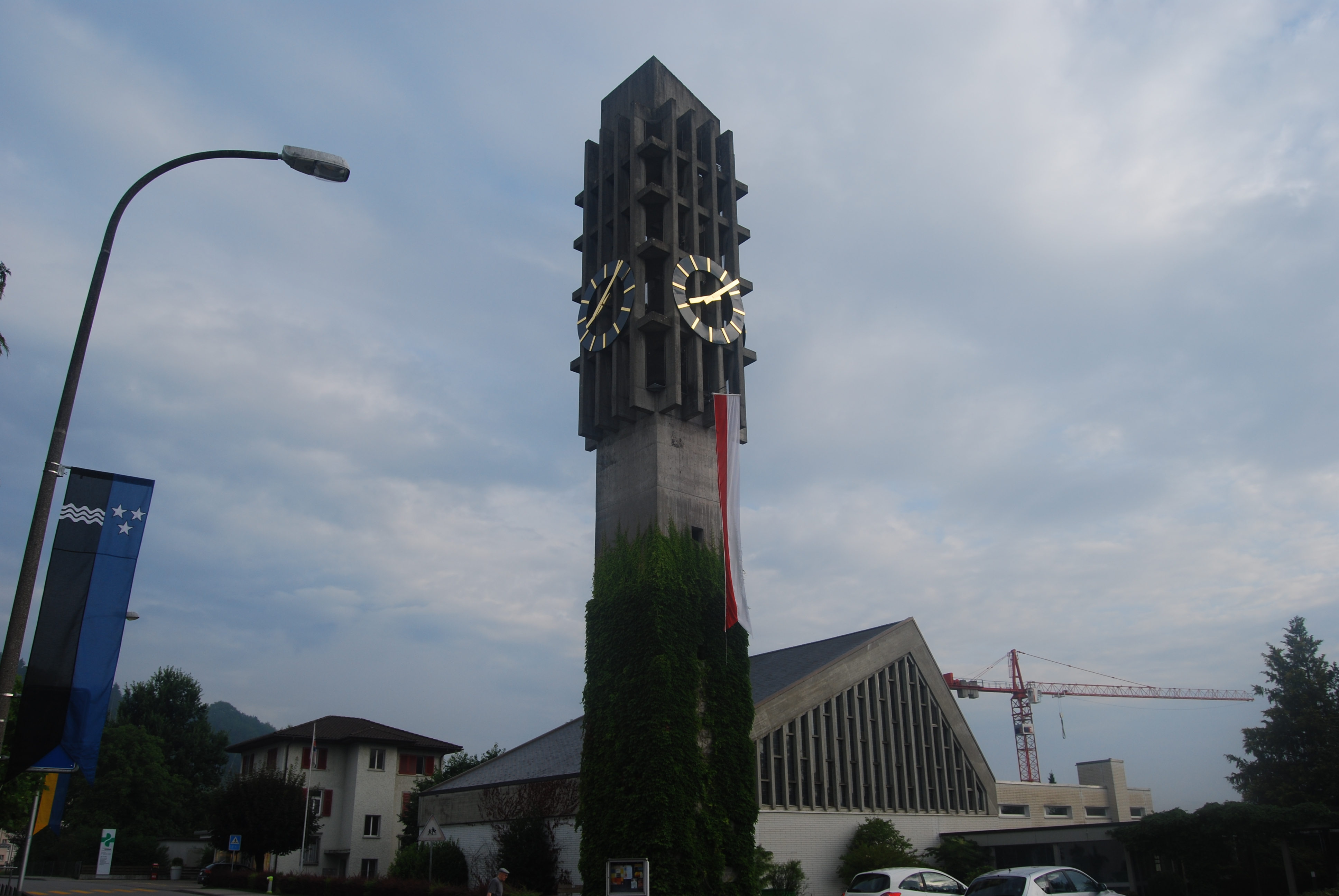
Strengelbach